# Clarissa Chun
Clarissa Kyoko Mei Ling Chun  (en xinès: 陳美玲; 5 d'octubre de 1982), és una lluitadora estatunidenca de lluita lliure. Va participar en dos Jocs Olímpics. Guanyadora d'una medalla de bronze a Londres 2012 i va obtenir el 5è lloc a Pequín 2008 en la categoria de 48 kg. Cinc vegades va competir a Campionats Mundials, aconseguint una medalla d'or en 2008. Va guanyar la medalla de bronze als Jocs Panamericans de 2011. Va obtenir set medalles en Campionat Panamericà, d'or en 2008, 2009, 2010 i 2016. Quatre vegades va representar al seu país en la Copa del Món, en 2001 i 2004 classificant-se en la 4a posició.